# ليبوتروبين

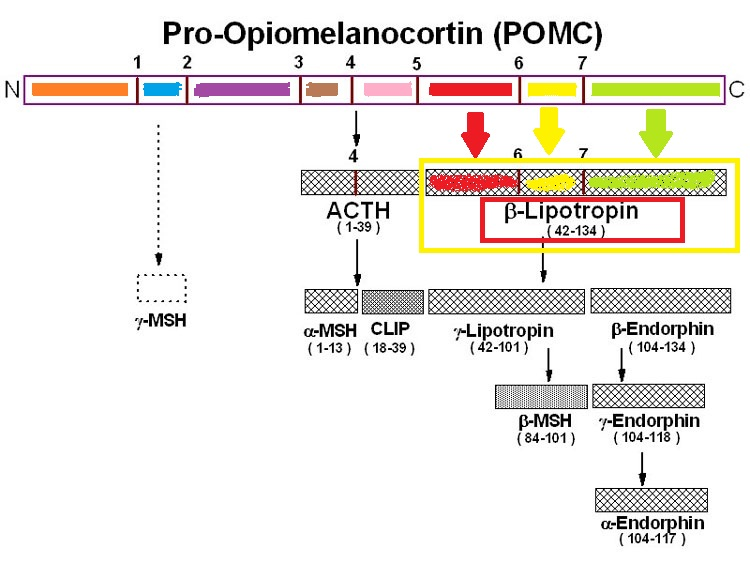
مخطط يطهر تسلسل بروتني للغدد ليبوتروبين

ليبوتروبين (بالفرنسية : Lipotropine ، بالإنجليزية : Lipotropin) هو هرمون يفرز من طرف الغدة النخامية.
قليل النشاط ، يلعب دورًا في إتلاف الدهون.
ًٌَُ